# Comuna Heleșteni, Iași
Heleșteni este o comună în județul Iași, Moldova, România, formată din satele Hărmăneasa, Heleșteni (reședința), Movileni și Oboroceni.

## Așezare
Comuna se află în zona de vest a județului. Este străbătută de șoseaua județeană DJ208G, care o leagă spre est de Ion Neculce (unde se termină în DN28), și spre vest de Alexandru I. Cuza și Hălăucești. Din acest drum, la Heleșteni se ramifică șoseaua județeană DJ208D, care duce spre nord la Ruginoasa (unde se termină în DN28A).

## Demografie
Componența etnică a comunei Heleșteni
     Români (90,99%)
     Alte etnii (9,01%)
Componența confesională a comunei Heleșteni
     Ortodocși (75,72%)
     Creștini după evanghelie (6,58%)
     Romano-catolici (5,74%)
     Penticostali (1,07%)
     Alte religii (1,35%)
     Necunoscută (9,52%)
Conform recensământului efectuat în 2021, populația comunei Heleșteni se ridică la 2.142 de locuitori, în scădere față de recensământul anterior din 2011, când fuseseră înregistrați 2.669 de locuitori. Majoritatea locuitorilor sunt români (90,99%). Din punct de vedere confesional, majoritatea locuitorilor sunt ortodocși (75,72%), cu minorități de creștini după evanghelie (6,58%), romano-catolici (5,74%) și penticostali (1,07%), iar pentru 9,52% nu se cunoaște apartenența confesională.

## Politică și administrație
Comuna Heleșteni este administrată de un primar și un consiliu local compus din 11 consilieri. Primarul, Benone Șofrac[*], de la Partidul Social Democrat, este în funcție din 1 noiembrie 2024. Începând cu alegerile locale din 2024, consiliul local are următoarea componență pe partide politice:
|  | Partid                    | Consilieri | Componența Consiliului | Componența Consiliului | Componența Consiliului | Componența Consiliului | Componența Consiliului | Componența Consiliului | Componența Consiliului |
|  | ------------------------- | ---------- | ---------------------- | ---------------------- | ---------------------- | ---------------------- | ---------------------- | ---------------------- | ---------------------- |
|  | Partidul Social Democrat  | 7          |                        |                        |                        |                        |                        |                        |                        |
|  | Partidul Național Liberal | 3          |                        |                        |                        |                        |                        |                        |                        |
|  | Forța Dreptei             | 1          |                        |                        |                        |                        |                        |                        |                        |

## Istorie
La sfârșitul secolului al XIX-lea, comuna făcea parte din plasa Siretul de Sus a județului Roman și era formată din satele Hărmăneasa, Heleșteni, Marginea, Oborocenii de Jos, Oborocenii de Sus și Volintirești, având în total 2108 locuitori ce trăiau în 481 de case. În comună funcționau două biserici și o școală mixtă cu 43 de elevi. Anuarul Socec din 1925 o consemnează în aceeași plasă, având 2341 de locuitori în satele Hărmăneasa, Heleșteni, Marginea, Movileni, Oborocenii de Jos și Oborocenii de Sus.
În 1950, comuna a fost transferată raionului Pașcani din regiunea Iași. În 1968, ea a trecut, în alcătuirea actuală, la județul Iași.

## Monumente istorice
Cinci obiective din comuna Heleșteni sunt incluse în lista monumentelor istorice din județul Iași ca monumente de interes local. Patru dintre ele sunt situri arheologice: situl de la „Bâra” (aflat la 1,5 km vest-nord-vest de satul Heleșteni); așezarea de pe „Dealul Coasta” (la 2 km nord-vest de același sat) datând din eneolitic (cultura Cucuteni, faza A); situl de la „Stația de pompare” (4 km nord-vest de Heleșteni); și movilele din Halstattul târziu aflat la 700 m vest-nord-vest de biserica satului Movileni. Situl de la Bâra cuprinde așezări din secolele al IV-lea e.n. (epoca daco-romană), secolul al XV-lea și secolele al XVI-lea–al XVII-lea. Situl de la stația de pompare conține urme de așezări din Epoca Bronzului Târziu (cultura Noua), perioada Halstatt, secolele al II-lea–al III-lea e.n. (epoca romană), secolele al IX-lea–al X-lea (Evul Mediu Timpuriu), secolele al XV-lea–al XVI-lea și al XVII-lea–al XVIII-lea.
Al cincilea obiectiv, clasificat ca monument de arhitectură, este biserica „Sfinții Voievozi” (construită în 1780) din satul Heleșteni.